# Groups, Geometry, and Dynamics
Groups, Geometry and Dynamics ist eine vierteljährlich erscheinende mathematische Fachzeitschrift, die von der European Mathematical Society herausgegeben wird. Sie wurde 2007 mit Rostislav Grigorchuk als Gründungs-Herausgeber gegründet und veröffentlicht Arbeiten über alle Aspekte von Gruppen, Gruppenwirkungen, Geometrie und dynamischen Systemen.
Zu den Themen gehören laut Verlags-Webseite:
- Geometrische Gruppentheorie
- Asymptotische Gruppentheorie
- Kombinatorische Gruppentheorie
- Wahrscheinlichkeiten auf Gruppen
- Komplexität und Aspekte der Berechenbarkeit
- Harmonische Analyse, Funktionalanalysis, freie Wahrscheinlichkeit
- Ergodentheorie von Gruppenwirkungen
- Gruppenkohomologie und exotische Kohomologietheorien
- Gruppen und niedrig-dimensionale Topologie
- Gruppenwirkungen auf Bäumen, Gebäuden und Wurzelbäumen